# Alexander Stirling Calder
Pour les articles homonymes, voir Alexander Calder (homonymie), Stirling et Calder.
Alexander Stirling Calder (11 janvier 1870, Philadelphie - 7 janvier 1945) est un sculpteur américain. Il était le fils du sculpteur Alexander Milne Calder et le père du sculpteur Alexander Calder.